# Super-HI
Super-HI ist ein britisches Produzenten-Duo bestehend aus George Tizzard und Rick Parkhouse.

## Bandgeschichte
George Tizzard und Rick Parkhouse arbeiteten seit 2012 unter dem Namen Red Triangle zusammen. Sie produzierten unter anderem für Take That, James Arthur, David Guetta, Ronan Keating und Lukas Graham.
2021 gaben sie sich den Projektnamen Super-Hi und veröffentlichten die Single Following the Sun zusammen mit dem Duo Neeka, das aus Negin Djafari und Katy Tizzard (George Tizzards Schwester) besteht. Der Song wurde mit über 5 Millionen Streams ein großer Erfolg und platzierte sich in mehreren Charts.

## Diskografie

### Als Super-HI
- 2020: Following the Sun (mit Neeka; UK: Silber)
- 2023: Light It Up (mit Moss Kena)
- 2024: Get Ready (mit Neeka)

### Produktionen (Auswahl)
- 2012: Alexandra Burke: Sitting on Top of the World
- 2013: The Saturdays: You Don’t Have the Right
- 2014: Union J: Tonight (We Live Forever)
- 2014: Ashley Roberts: Clockwork
- 2014: 5 Seconds of Summer: English Love Affair
- 2014: Cheryl: diverse auf Only Human
- 2014: The Struts: diverse auf Everybody Wants
- 2015: The Vamps: diverse auf Wake Up
- 2015: Koda Kumi: Mercedes
- 2016: Ronan Keating: Shine Like Gold
- 2016: James Arthur: Diverse auf Back from the Edge
- 2017: The Vamps: Hand
- 2018: Take That: Everlasting
- 2018: David Guetta: Battle
- 2019: Lukas Graham: Lie
- 2019: Westlife: Dynamite (Midnight Mix) / GHello My Love (Acoustic)
- 2019: James Arthur feat. Travis Barker: You
- 2020: Ronan Keating: Diverse auf Twenty Twenty
- 2020: HRVY: Million Ways
- 2021: Shinee: I Really Want You
- 2021: James Arthur: Medicine

## Auszeichnungen für Musikverkäufe
| Goldene Schallplatte - Frankreich - 2023: für die Single Following the Sun |

Anmerkung: Auszeichnungen in Ländern aus den Charttabellen bzw. Chartboxen sind in ebendiesen zu finden.
| Land/RegionAuszeichnungen für Musikverkäufe (Land/Region, Auszeichnungen, Verkäufe, Quellen) | Silber  | Gold     | Platin  | Verkäufe | Quellen           |
| -------------------------------------------------------------------------------------------- | ------- | -------- | ------- | -------- | ----------------- |
| Deutschland (BVMI)                                                                           | —       | Gold1    | —       | 200.000  | musikindustrie.de |
| Frankreich (SNEP)                                                                            | —       | Gold1    | —       | 100.000  | snepmusique.com   |
| Österreich (IFPI)                                                                            | —       | —        | Platin1 | 30.000   | ifpi.at           |
| Vereinigtes Königreich (BPI)                                                                 | Silber1 | —        | —       | 200.000  | bpi.co.uk         |
| Insgesamt                                                                                    | Silber1 | 2× Gold2 | Platin1 |          |                   |